# Fermin Etxegoien
Pour l’article homonyme, voir Etxegoien.
Fermin Etxegoien Uribeetxeberria, né en 1966 à Oñati, est un écrivain, journaliste et homme de radio basque espagnol de langue basque.
Il reçoit le prix Euskadi dans la catégorie « Littérature en langue basque » pour son roman Autokarabana en 2010.